# Nationaal park Stenshuvud
Nationaal park Stenshuvud (Zweeds: Stenshuvuds nationalpark) (Nederlands: "Stenen hoofd") is een Zweeds nationaal park gelegen in Skåne, net ten zuiden van het dorp Kivik.
Stenshuvud is een heuvel die uitsteekt in de Oostzee en van ver in de omtrek te zien is. Het gebied is in 1986 uitgeroepen tot nationaal park en is 390 hectare groot. Een deel van de kustlijn van het park is rotsachtig, een ander deel bestaat uit een voor Zweedse begrippen breed zandstrand.
Kenmerkend voor het park is dat het bos dat de heuvel bedekt, voornamelijk uit haagbeuk bestaat. Het in Nederland uitgestorven wildemanskruid komt hier nog vrij algemeen voor. Een opvallende zoogdiersoort in het park is de hazelmuis, die ook symbool van het park is. Het vogelleven in het park kenmerkt zich onder meer door de roodmus, grauwe klauwier, fluiter en de rode wouw.

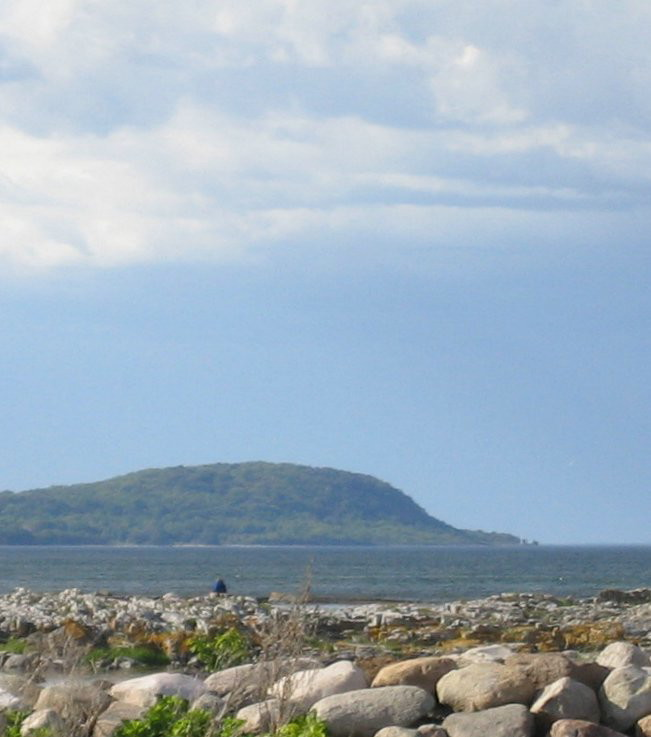
Uitzicht op Stenshuvud